# 油尖旺足球隊
油尖旺區足球代表隊（Yau Tsim Mong FT，YTMFT）成立於2003年，是香港的一支地區足球隊，由旺角區文娛康樂體育會有限公司管理。現時於香港乙組足球聯賽作賽，現時主教練是吳子維。

## 球隊歷史
香港足球總會依照荷蘭足球顧問報告，與全香港各區區議會合作，於2002年成立香港丙組(地區)聯賽，首屆賽事只有11個區議會派隊參賽，加上香港學界及香港08共13隊參賽，翌屆全香港18個區議會均有派隊。
油尖旺區足球代表隊成立於2003年，代表油尖旺區參加香港丙組(地區)足球聯賽。球會宗旨是培訓新一代的足球精英，及安排有系統經常訓練及比賽機會，使年青球員能參與較佳水平的比賽。
油尖旺區足球代表隊在2005-06年度球季，在香港丙組(地區)足球聯賽獲得亞軍，得以晉身丙組總決賽，最終獲得丙組總亞軍，首次升上香港乙組足球聯賽作賽。
不過由於實力所限，油尖旺在2006-07年度香港乙組足球聯賽，以20戰1勝4和15負只得7分，敬陪末席，在乙組聯賽只角逐了一個球季，便要降回丙組作賽。
在2008-09年度球季，油尖旺在香港丙組(地區)足球聯賽，以14戰5勝4和5負得19分，在15支球隊中排名第7。
2009-10年度香港丙組(地區)足球聯賽，油尖旺在煞科戰以1-5敗於深水埗，和上季一樣以第7名完成賽季。
香港足球總會於2012-13年度球季，重組丙組聯賽，並復辦丁組聯賽。在上一屆香港丙組(地區)聯賽，油尖旺以14戰2勝6和6負只得12分，在8支球隊中排名第7，故需降落丁組聯賽角逐。
2012年4月21日舉行的一場丁組聯賽，油尖旺以31-0大勝北區足球會，創下香港足球總會賽事有紀錄以來最大比數紀錄。油尖旺最終贏得復辦的首屆丁組聯賽冠軍，回升丙組作賽。

## 球隊近況
在2013-14年度球季，油尖旺以22勝3和1負得69分，獲得丙組聯賽亞軍，取得升班資格。由於香港超級聯賽成立，原本香港乙組足球聯賽改制為香港甲組足球聯賽，油尖旺遂由丙組升上甲組作賽。
2014-15年度球季，油尖旺羅致了陳耀麟、巢鵬飛、劉嘉城、曾昭達、李思豪等多名前甲組球員，成為爭升班熱門分子。油尖旺於香港足總盃初賽獲得亞軍，取得越級挑戰資格參加決賽圈賽事，第一圈面對超級聯賽球隊和富大埔，結果在力戰之下以2比4落敗，惟表現可說是雖敗不辱。
2015-16年度球季，羅致迪達、蔡國威、荊騰、蘭特、吳兆輝等球員，希望在甲組拿到好成績。
2016-17年球季大部份球員加盟黃大仙，實力大減，降班大熱，季中多達11位球員離隊。
2016-17球季，聯賽26戰3勝1和22負只得10分，14隊排榜尾，降落乙組。
2019-20球季，油尖旺聘請吳子維為主教練。
2021-2022球季，聯賽12戰5勝2和5負得17分，以第7名完成賽季。 同年，在香港乙組聯賽盃方面，油尖旺於分組賽A組中成績優異，5場3勝1和晉級準決賽，惜在準決賽中以 0：2敗給對手觀塘，需要轉戰季軍戰，最後油尖旺以2:0擊敗對手淦源，完成了乙組聯賽盃季軍戰，勇奪季軍。

## 2019年-2020年球季
本季聘請教練吳子維為球隊主教練。

## 球隊榮譽
| 榮譽           | 次數        | 年度             |
| 本 土 聯 賽    | 本 土 聯 賽 | 本 土 聯 賽      |
| -------------- | ----------- | ---------------- |
| 丁組聯賽 冠軍  | 1           | 2012–13          |
| 丙組聯賽 亞軍  | 1           | 2005–06、2013-14 |
| 本 土 盃 賽    |             |                  |
| 初級組銀牌 8強 | 1           | 2005–06          |

## 職球員名單

### 2022-2023 球員名單（乙組）
- 陳耀天
- 吳卓然
- 蔡子賢
- 黃俊樂
- 潘星任
- 葛安源
- 吳諾恒
- 張宇森
- 陳浩軒
- 焦奕喬
- 林浩鈞
- 林展淘
- 梁耀軒
- 洪溢
- 潘振傑
- 胡智傑
- 彭梓為
- 張嘉俊
- 駱家謙
- 何泓傑
- 陳豫遵
- 謝振財
- 張斯睿

## 著名球員
本地球員
| - 張春暉 - 吳梓軒 - 陳耀麟 - 陳豪文 - 劉志強 - 巢鵬飛 - 劉嘉城 - 曾昭達 - 戴廷匡 - 張景驊 - 林浩鈞 - 鍾易禮 |

## 外部連結
- 油尖旺足球隊的Facebook專頁
- 油尖旺足球隊官方網站 （页面存档备份，存于）
- 香港足球總會網頁球會資料